# Thyholm Kommune
| Strukturdaten       | Strukturdaten  |
| ------------------- | -------------- |
| Sitz der Verwaltung | Hvidbjerg      |
| Fläche              | 76,24 km²      |
| Einwohner           | 3.582 (2006)   |
| Kommune seit 2007   | Struer Kommune |
| Website             | www.thyholm.dk |

Thyholm Kommune war bis Dezember 2006 eine dänische Kommune im damaligen Ringkjøbing Amt in Jütland. Seit Januar 2007 bildet sie zusammen mit „alten“ Kommune Struer die neue Struer Kommune. Sie liegt auf der Halbinsel Thyholm im westlichen Teil des Limfjordes.

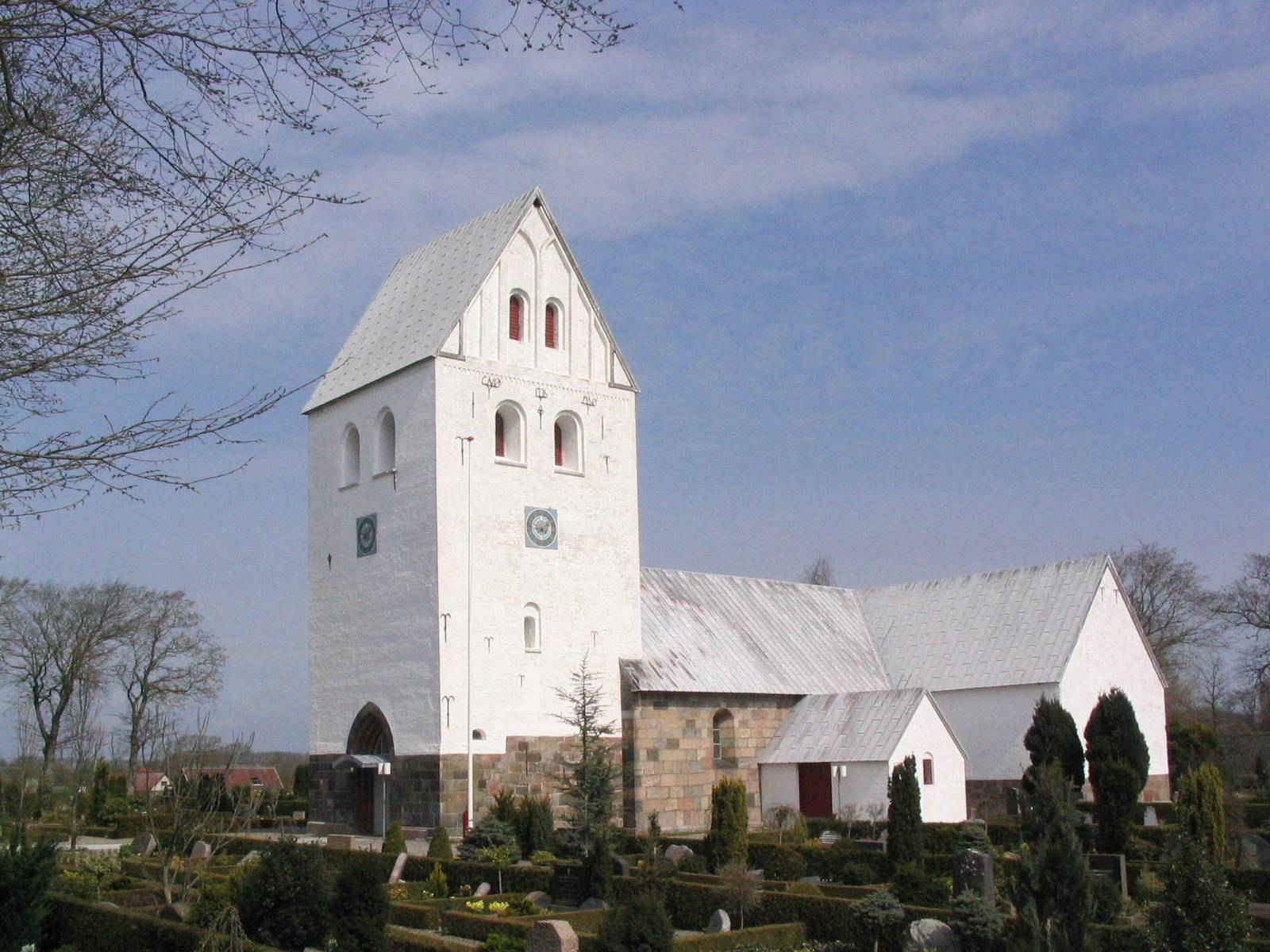
Hvidbjerg Kirke

Thyholm Kommune wurde im Rahmen der Verwaltungsreform von 1970 neu gebildet und umfasste folgende Sogn, die sich in der Harde Refs Herred befanden:
- Hvidbjerg Sogn
- Jegindø Sogn
- Lyngs Sogn
- Odby Sogn
- Søndbjerg Sogn